# Tadatoshi Masuda
Tadatoshi Masuda (født 25. december 1973) er en japansk fodboldspiller.

## Japans fodboldlandshold
| Japans landshold | Japans landshold | Japans landshold |
| År               | Kmp              | Mål              |
| ---------------- | ---------------- | ---------------- |
| 1998             | 1                | 0                |
| Total            | 1                | 0                |